# SC 07 Bad Neuenahr
Az SC 07 Bad Neuenahr német labdarúgócsapat, 1907-ben alapították Bad Neuenahr-Ahrweilerben. 2013-ban a klub megszűnt, majd megalapították később SC 13 Bad Neuenahr néven.

## Klubtörténet
A női szakosztály 1969-ben alakult és az első hivatalos női labdarúgó-bajnokság 1974-es megrendezésétől kezdve régiójuk legerősebb csapatává vált. 1978-ban megnyerte a német bajnokságot, a Bundesliga megalapítása után pedig 1997-től 2013-ig szerepelt az élvonalban.
A férfi szakosztály a másodosztályban szerepelt az 1950-es években, majd egyre lejjebb csúszott. Miután a klub egykori elnöke és igazgatója Bernd Stemmeler meghalt, 2013. május 17-én,  május 27-én csődöt jelentett a klub fizetésképtelenség miatt. Néhány héttel később, a klub kilépett a Bundesliga 2-ből, majd ezt követően felszámolták. A 2013-14-es szezonban egy új klubot hoztak létre, SC 13 Bad Neuenahr néven.

## Sikerlista
- Német bajnok (1): 1978

## 2012–2013-as keret
| #  |     | Poszt | Név              |
| -- | --- | ----- | ---------------- |
| 3  | GER | V     | Laura Störzel    |
| 4  | GER | V     | Melanie Eminger  |
| 5  | GER | V     | Antonia Hornberg |
| 6  | GER | KP    | Jessica Bade     |
| 8  | GER | CS    | Shelley Thompson |
| 9  | GER | CS    | Nicole Rolser    |
| 11 | GER | KP    | Nadine Rolser    |
| 12 | GER | CS    | Lisa Umbach      |
| 14 | GER | CS    | Marie Pyko       |
| 15 | GER | KP    | Maren Weingarz   |
| 16 | GER | K     | Elena Bläser     |
| 17 | GER | KP    | Rebecca Knaak    |

| #  |     | Poszt | Név             |
| -- | --- | ----- | --------------- |
| 18 | NZL | CS    | Sarah Gregorius |
| 19 | NZL | CS    | Emma Kete       |
| 20 | GER | V     | Leonie Maier    |
| 22 | SUI | V     | Rachel Rinast   |
| 23 | GER | CS    | Sofia Nati      |
| 24 | GER | KP    | Theresa Laux    |
| 25 | TUR | KP    | Aylin Yaren     |
| 26 | GER | CS    | Kathrin Becker  |
| 27 | GER | KP    | Anja Selensky   |
| 31 | POR | K     | Neide Simoes    |
| 41 | GER | KP    | Larissa Mahn    |

## Korábbi híres játékosok
| - Isabell Bachor - Linda Bresonik - Lena Goeßling - Ursula Holl - Steffi Jones - Rebecca Knaak - Leonie Maier - Sandra Minnert - Martina Müller - Jutta Nardenbach - Viola Odebrecht - Bianca Rech | - Nicole Rolser - Célia Šašić - Almuth Schult - Shelley Thompson - Neide Simões - Rachel Rinast - Feride Bakir - Aylin Yaren - Katie Duncan - Sarah Gregorius - Emma Kete |

## Külső hivatkozások
- Hivatalos honlap